# André Metthey
André Metthey, ou André Méthey, est un céramiste français né le 4 juin 1871 à Laignes et mort le 31 mars 1920 à Asnières-sur-Seine.

## Biographie

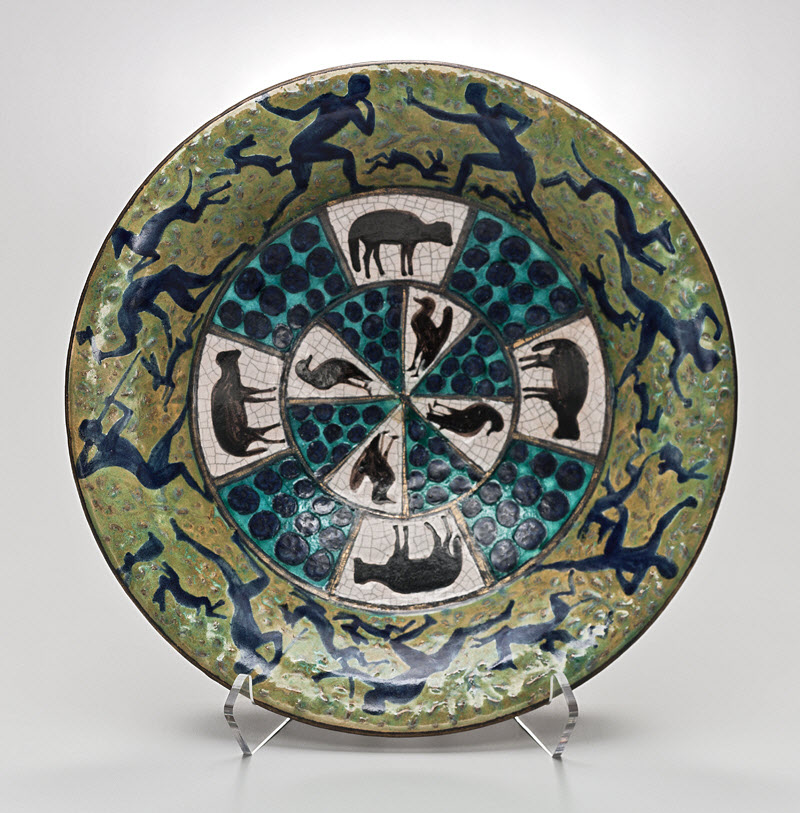
Plat (vers 1910), New York, Metropolitan Museum of Art.

André Metthey — ou Méthey nom sous lequel il signe ses premières œuvres — est un céramiste né le 4 juin 1871 à Laignes en Côte-d'Or. André Metthey est l’aîné d’une famille de quatre enfants ; très vite, la famille s’installe à Dijon. À douze ans, André Metthey commence à travailler chez un marbrier et suit des cours d’art industriel à l’École des beaux-arts de Dijon. André Metthey quitte avec sa famille Dijon pour Paris. Entre novembre 1892 et septembre 1893, il effectue son service militaire dans le 4e régiment d’infanterie à Auxerre. 
Lors d'un concours de dessin, Metthey gagne l’ouvrage d'Édouard Garnier sur la céramique qui est à l’origine de sa vocation. À la fin des années 1890, il est sculpteur ornemaniste et travaille un temps pour la célèbre manufacture de pianos Pleyel, Lyon, Wolff & Cie. En  1901, André Metthey se marie avec Emma Louise Meunier dont il a un fils, Jean. C’est cette même année qu’il s’installe à Asnières-sur-Seine où qu’il se consacre pleinement à l’art de la céramique et expose pour la première fois au Salon des indépendants. 
Au Salon d’automne de 1907, André Metthey présente des œuvres issues de sa collaboration avec des peintres tels que Maurice Denis, Maurice de Vlaminck, Henri Matisse ou encore Georges Rouault. En effet, vers 1906, sous l’impulsion du marchand d’art Ambroise Vollard, il avait invité dans son atelier d’Asnières des peintres pour décorer ses pièces en faïence stannifère. À cette occasion, André Metthey prend le soin de publier dans la Grande Revue un article nommé « La Renaissance de la faïence stannifère ». Cette collaboration entre Metthey et les peintres cesse rapidement.
L’année 1909 est celle de la consécration. Il présente au grand public ses terres vernissées et reçoit un grand succès critique. Cette même année, une exposition personnelle lui est consacrée au musée Galliera à Paris.
En 1910, son atelier d’Asnières est submergé par les eaux en raison de la crue de la Seine. Par la suite, Metthey est obligé de cesser son activité entre 1914 et 1917 en raison de la Première Guerre mondiale, et que son atelier est à portée de tir des lignes ennemies.
Il meurt le 31 mars 1920 de la tuberculose, maladie qui l’a rongé toute sa vie. 

## Expositions
En 1921, une exposition rétrospective de son œuvre a lieu à Paris au musée Galliera : L’œuvre du potier André Méthey (1871-1920). C’est à cette occasion qu’est publiée l’unique monographie consacrée à son œuvre par Henri Clouzot. Toute sa vie, André Metthey a été soutenu par de prestigieux critiques et collectionneurs tels que Louis Vauxcelles, Marcel Sembat, André Gide, Émile Verhaeren ou encore le Docteur Brocq.
Deux grandes expositions en France ont été consacrées à sa collaboration en 1907 avec les artistes fauves : l'une à Nice au musée Matisse en 1996, l'autre en 2002 au musée de l'Annonciade à Saint-Tropez.
En 2015 à Tokyo a lieu l'exposition Rouault et la céramique fauve dans l'atelier d'André Metthey au Shiodome Museum.
Une partie de ses œuvres est exposée au musée des Beaux-Arts de Dijon et au moins cinq pièces sont conservées au Metropolitan Museum of Art à New York.
L'exposition André Metthey : la quête du feu et de la couleur présente l'ensemble de son œuvre au MUDO - Musée de l'Oise à Beauvais du 26 mars au 18 septembre 2022. Un catalogue d'exposition est publié  à cette occasion.

Œuvres d'André Metthey
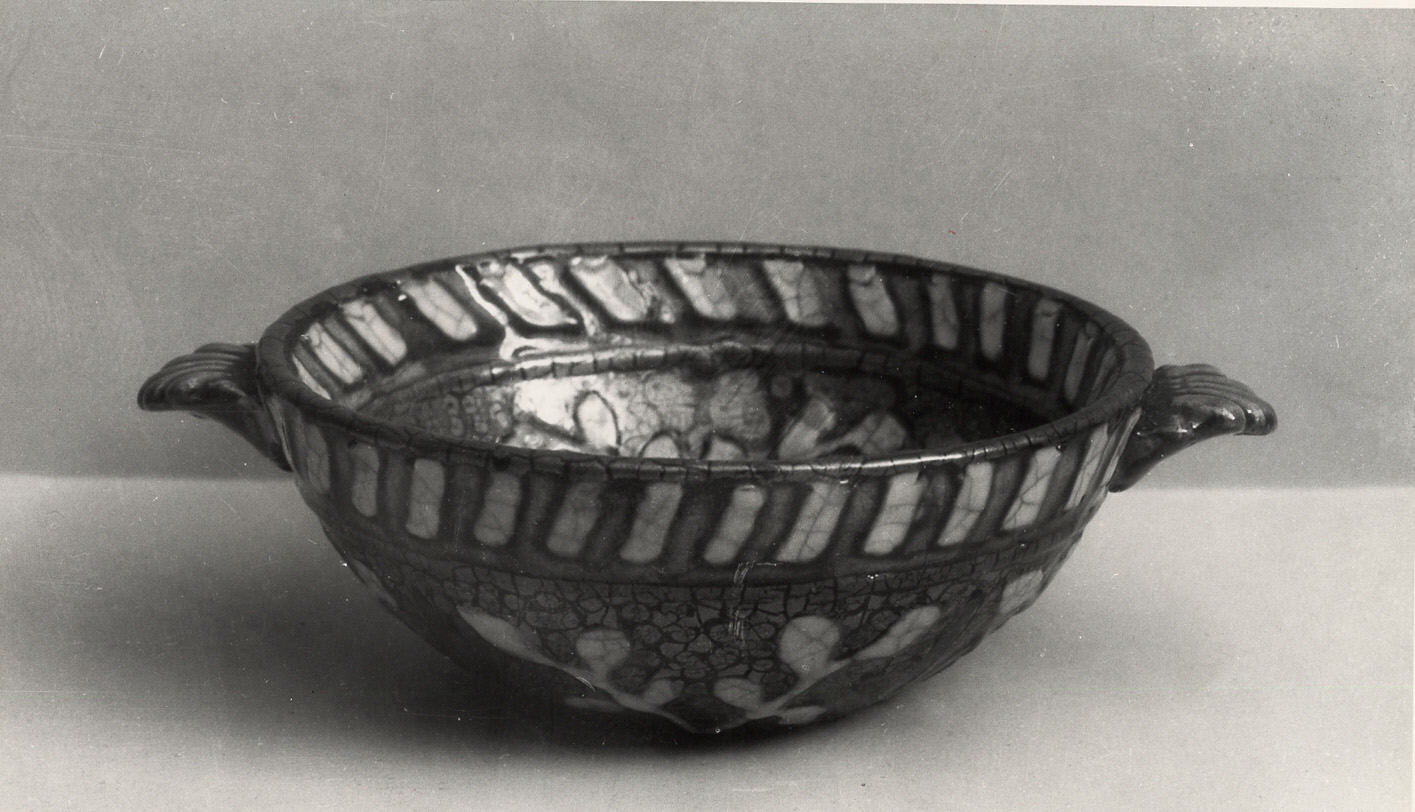
Bol (vers 1910), New York, Metropolitan Museum of Art.
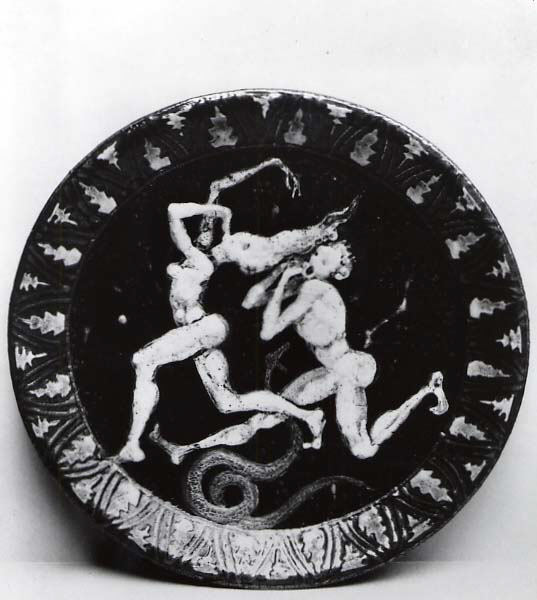
Plat (vers 1912), New York, Metropolitan Museum of Art.
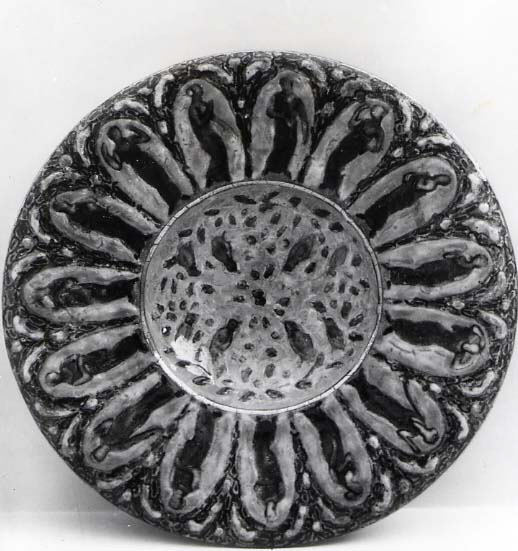
Plat (après 1918), New York, Metropolitan Museum of Art.
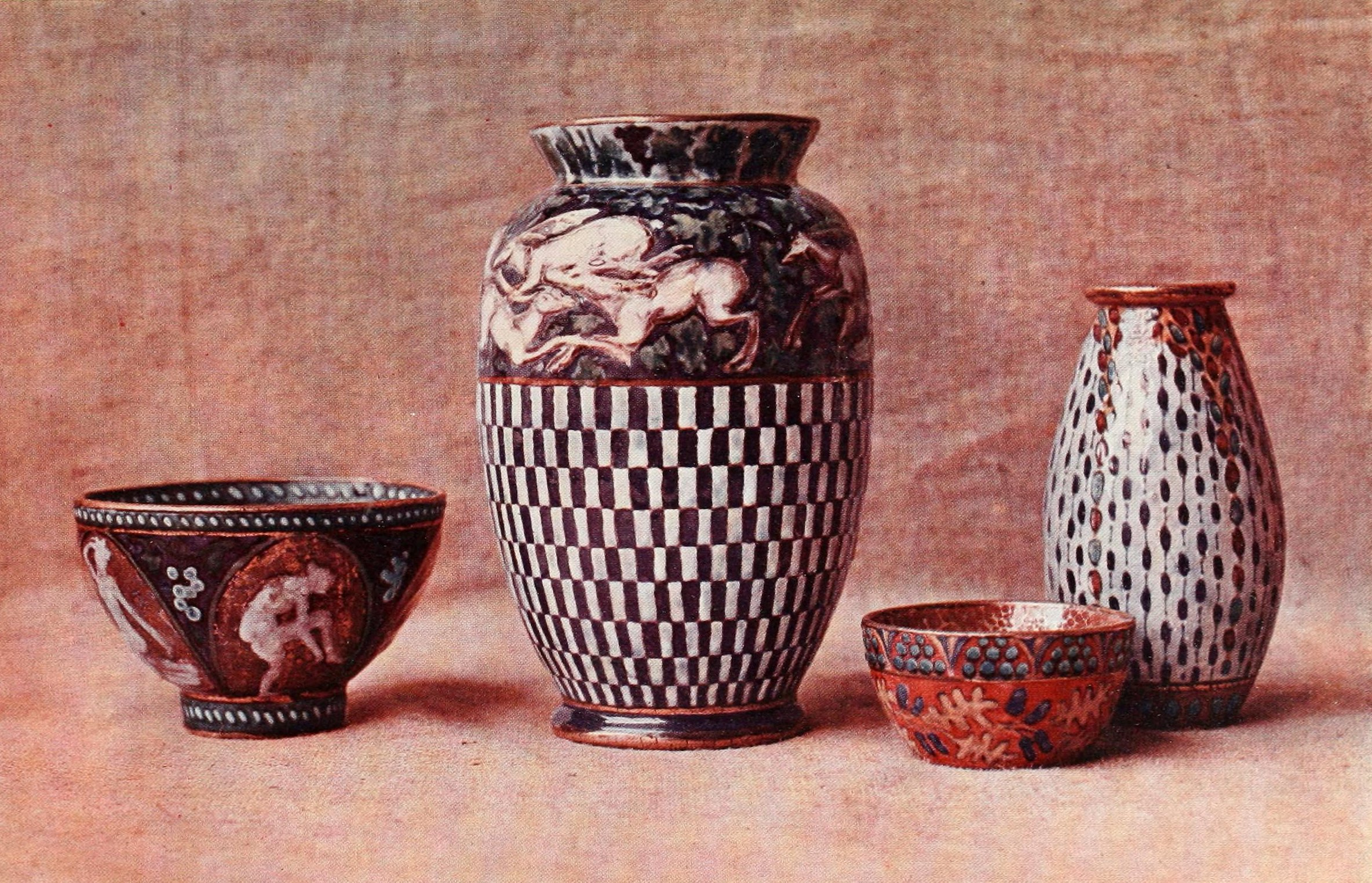
Poteries vernissées, publiées dans Art et décoration en 1922, localisation inconnue.
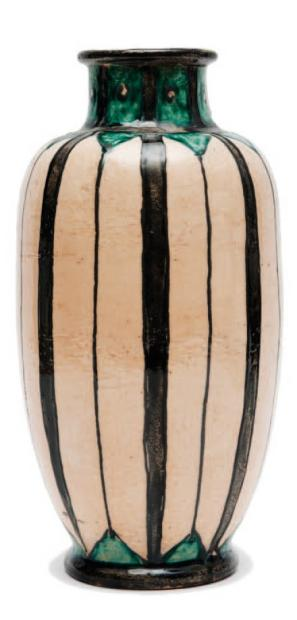
Vase polychrome (vers 1930), localisation inconnue.